# Depot von Kostelec
Das Depot von Kostelec (auch Hortfund von Kostelec) ist ein Depotfund der frühbronzezeitlichen Aunjetitzer Kultur, das zwischen Kostelec und Chyjice im Královéhradecký kraj, Tschechien gefunden wurde. Es datiert in die Zeit zwischen 2000 und 1800 v. Chr. Das Depot befindet sich heute im Nationalmuseum in Prag.

## Fundgeschichte
Das Depot wurde zu einem nicht näher bekannten Zeitpunkt beim Pflügen entdeckt und etwa 1869 dem Nationalmuseum in Prag übereignet. Die Fundstelle liegt auf dem Flurstück „Na stráni“, das sich auf dem Gemeindegebiet von Chyjice befindet. Da der Finder aber in Kostelec wohnte, wurde das Depot nach diesem Ort benannt.

## Zusammensetzung
Das Depot besteht aus drei bronzenen Drahtringen.